# Souvigné (Charente)
Pour les articles homonymes, voir Souvigné.
Souvigné est une commune du Sud-Ouest de la France située dans le département de la Charente, en région Nouvelle-Aquitaine.
Ses habitants sont les Souvinois et les Souvinoises.

## Géographie

### Localisation et accès
Souvigné est une commune du Nord Charente située à 5 km au sud de Villefagnan et 37 km au nord d'Angoulême.
Le bourg de Souvigné est aussi à 9 km au nord d'Aigre, 13 km au sud-ouest de Ruffec et 14 km au nord-ouest de Mansle.
La commune de Souvigné est traversée par la D 19, route de Villefagnan à Aigre, qui passe au bourg, ou plus exactement au Village, 150 m plus à l'ouest. Elle est aussi reliée aux communes voisines par des routes départementales de moindre importance.
La gare la plus proche est la gare de Luxé ou celle de Ruffec, desservie par des TER et TGV à destination d'Angoulême, Poitiers, Paris et Bordeaux.

### Hameaux et lieux-dits
Le bourg est l'agglomération de trois hameaux, dont le Village au sud et les Charrières au centre ; le bourg lui-même est le plus au nord.
Les deux hameaux du Grand Villeret et du Petit Villeret sont sur la limite nord-est de la commune. La route D 333 fait la limite avec la commune de Brettes. La commune ne compte pas de fermes isolées.

### Communes limitrophes
| Brettes       | Villefagnan | Courcôme |
| Saint-Fraigne | Souvigné    | Bessé    |
| Ébréon        | Tusson      |          |

### Géologie et relief
Géologiquement, la commune est dans le calcaire du Jurassique du Bassin aquitain, comme tout le Nord-Charente. Plus particulièrement, l'Oxfordien terminal (Jurassique supérieur) occupe la surface communale,,.
Le relief de la commune est celui de bas plateaux assez vallonnés d'une altitude moyenne de 100 m. Le point culminant de la commune est à une altitude de 128 m, situé au nord, au Puy Vinnard (borne IGN). Le point le plus bas est à 80 m, situé sur la limite sud. Le bourg, tapis au fond d'un vallon, est à 90 m d'altitude.

### Hydrographie

#### Réseau hydrographique

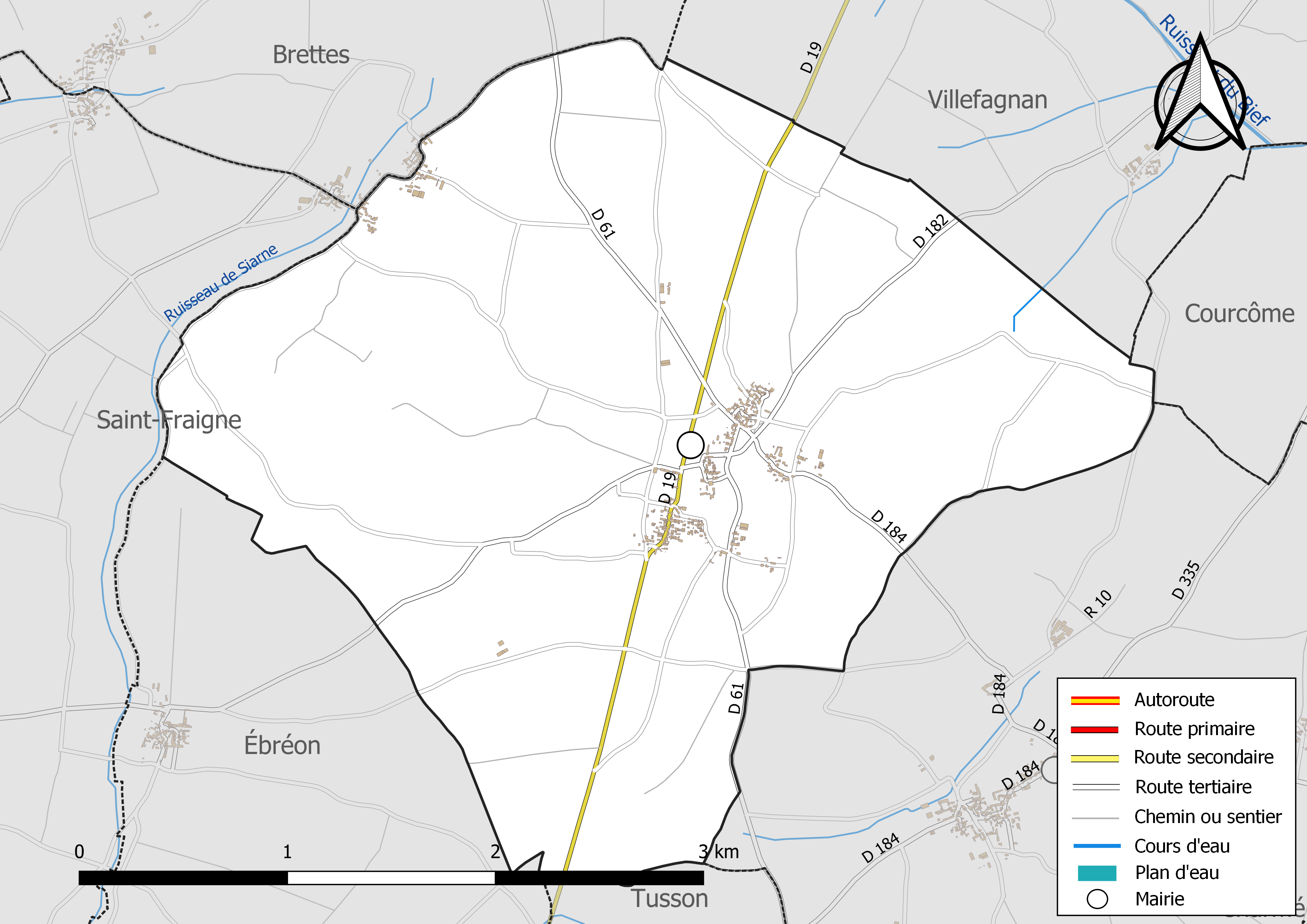
Réseaux hydrographique et routier de Souvigné.

La commune est située dans le bassin versant de la Charente au sein du Bassin Adour-Garonne. Elle est drainée par des petits cours d'eau, qui constituent un réseau hydrographique de 0 km de longueur totale,.
La commune est sur le bassin versant de la Charente, plus précisément celui de l'Aume en grande partie. Cependant aucun cours d'eau permanent ne traverse la commune.
Sur la bordure ouest coule le ruisseau intermittent de Siarne, affluent de l'Aume en rive gauche.
Un ruisseau intermittent arrose parfois le vallon du bourg.
Au nord-est un ruisseau intermittent naît dans une petite plaine et se dirige vers le nord-est. Il alimente le Bief, affluent de la Charente à Luxé qui naît à Courcôme.
À l'ouest de la commune, une bassine servant à l'irrigation a été édifiée.
On trouve aussi quelques fontaines, comme la fontaine Sainte-Alice avec un lavoir près du Village, ou de la Tonnelle en amont du bourg.

#### Gestion des eaux
Le territoire communal est couvert par le schéma d'aménagement et de gestion des eaux (SAGE) « Charente ». Ce document de planification, dont le territoire correspond au bassin de la Charente, d'une superficie de 9 300 km2, a été approuvé le 19 novembre 2019. La structure porteuse de l'élaboration et de la mise en œuvre est l'établissement public territorial de bassin Charente. Il définit sur son territoire les objectifs généraux d’utilisation, de mise en valeur et de protection quantitative et qualitative des ressources en eau superficielle et souterraine, en respect des objectifs de qualité définis dans le troisième SDAGE  du Bassin Adour-Garonne qui couvre la période 2022-2027, approuvé le 10 mars 2022.

### Climat
Comme dans les trois quarts sud et ouest du département, le climat est océanique aquitain.

## Urbanisme

### Typologie
Au 1er janvier 2024, Souvigné est catégorisée commune rurale à habitat dispersé, selon la nouvelle grille communale de densité à 7 niveaux définie par l'Insee en 2022.
Elle est située hors unité urbaine. Par ailleurs la commune fait partie de l'aire d'attraction de Ruffec, dont elle est une commune de la couronne,. Cette aire, qui regroupe 30 communes, est catégorisée dans les aires de moins de 50 000 habitants,.

### Occupation des sols
L'occupation des sols de la commune, telle qu'elle ressort de la base de données européenne d’occupation biophysique des sols Corine Land Cover (CLC), est marquée par l'importance des territoires agricoles (95,7 % en 2018), une proportion sensiblement équivalente à celle de 1990 (96,4 %). La répartition détaillée en 2018 est la suivante : 
terres arables (89,3 %), zones agricoles hétérogènes (6,4 %), zones urbanisées (4,3 %). L'évolution de l’occupation des sols de la commune et de ses infrastructures peut être observée sur les différentes représentations cartographiques du territoire : la carte de Cassini (XVIIIe siècle), la carte d'état-major (1820-1866) et les cartes ou photos aériennes de l'IGN pour la période actuelle (1950 à aujourd'hui).

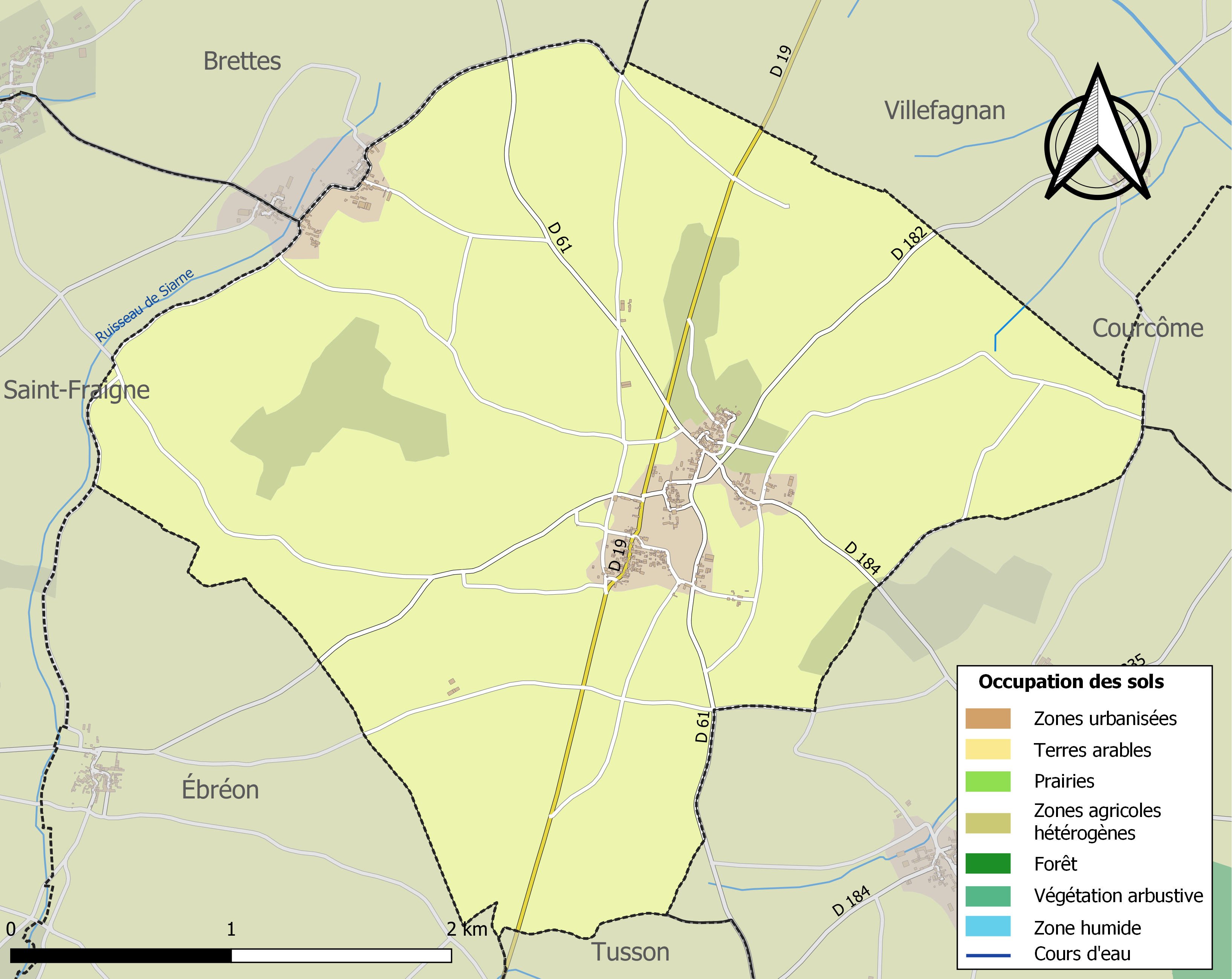
Carte des infrastructures et de l'occupation des sols de la commune en 2018 (CLC).

### Risques majeurs
Le territoire de la commune de Souvigné est vulnérable à différents aléas naturels : météorologiques (tempête, orage, neige, grand froid, canicule ou sécheresse) et séisme (sismicité modérée). Il est également exposé à un risque technologique, le transport de matières dangereuses. Un site publié par le BRGM permet d'évaluer simplement et rapidement les risques d'un bien localisé soit par son adresse soit par le numéro de sa parcelle.

#### Risques naturels

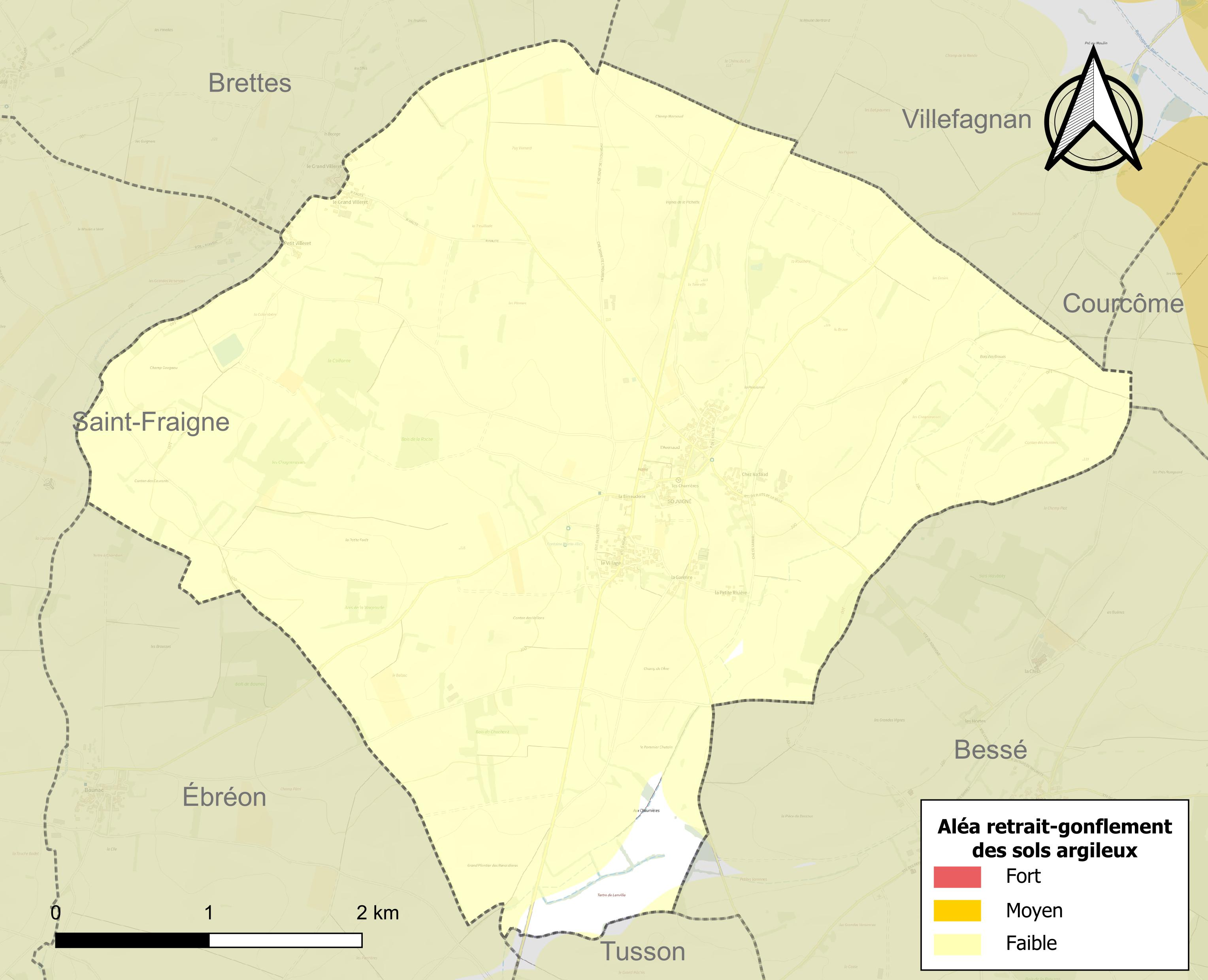
Carte des zones d'aléa retrait-gonflement des sols argileux de Souvigné.

Le retrait-gonflement des sols argileux est susceptible d'engendrer des dommages importants aux bâtiments en cas d’alternance de périodes de sécheresse et de pluie. Aucune partie du territoire de la commune n'est en aléa moyen ou fort (67,4 % au niveau départemental et 48,5 % au niveau national). Sur les 136 bâtiments dénombrés sur la commune en 2019, aucun n'est en aléa moyen ou fort, à comparer aux 81 % au niveau départemental et 54 % au niveau national. Une cartographie de l'exposition du territoire national au retrait gonflement des sols argileux est disponible sur le site du BRGM,.
Par ailleurs, afin de mieux appréhender le risque d’affaissement de terrain, l'inventaire national des cavités souterraines permet de localiser celles situées sur la commune.
La commune a été reconnue en état de catastrophe naturelle au titre des dommages causés par les inondations et coulées de boue survenues en 1982 et 1999. Concernant les mouvements de terrains, la commune a été reconnue en état de catastrophe naturelle au titre des dommages causés par des mouvements de terrain en 1999.

#### Risques technologiques
Le risque de transport de matières dangereuses sur la commune est lié à sa traversée par une ou des infrastructures routières ou ferroviaires importantes ou la présence d'une canalisation de transport d'hydrocarbures. Un accident se produisant sur de telles infrastructures est susceptible d’avoir des effets graves sur les biens, les personnes ou l'environnement, selon la nature du matériau transporté. Des dispositions d’urbanisme peuvent être préconisées en conséquence.

## Toponymie
Les formes anciennes sont Saviniaco en 1280, Salvinhaco.
L'origine du nom de Souvigné remonterait à un nom de personne gallo-romain Silvinius auquel est apposé le suffixe -acum, ce qui correspondrait à Silviniacum, « domaine de Silvinius ».
Souvigné est au nord de la limite des noms en -ac (dans le Sud de la France) et des noms en -é, -ay ou -y (dans le Nord), qui traverse la France d'ouest en est et le nord-ouest du département de la Charente entre Rouillac/Montigné et Bernac/Londigny.

## Histoire
Des vestiges témoignent d'un habitat gallo-romain, comme près de Villeret où des tegulae ont été trouvées. Un bracelet en bronze datant du premier âge du fer et deux monnaies romaines (Antonin et Gallien) ont aussi été trouvées sur la commune, et données au musée archéologique d'Angoulême.
Le prieuré de Souvigné dépendait du diocèse de Poitiers. Il a été la propriété du prieuré de Lanville à partir du XVIIe siècle[réf. nécessaire].
Le logis du bourg de Souvigné, vaste construction massive du XVIIe siècle avec un portail du XVIe siècle, était le siège d'une seigneurie dont les plus anciens possesseurs connus sont les Beauchamp et les Massougnes. Guillaume de Beauchamp, qui vivait au début du XVe siècle, avait deux enfants : Guillaume, qui lui succéda dans la possession du fief, et Marguerite, qui épousé vers 1450, Antoine de Massougnes, écuyer. Ce dernier était originaire du Mirebeau en Poitou. Il semble que les comtes d'Angoulême aient favorisé cette immigration venue du Poitou à la suite des ravages de la guerre de Cent Ans dans la région. Les propriétaires fonciers, ruinés, avaient en effet morcelé et vendu leurs terres, ce qui explique que le régime de la petite propriété était assez développé en Angoumois et Saintonge au Moyen Âge.
Les Massougnes et les Beauchamp partagèrent le titre de seigneur de Souvigné jusque vers la fin du XVIe siècle. En 1583, la totalité de la seigneurie fut réunie par mariage entre les mains de la famille de Beauchamp. Cette dernière était une des plus considérables du Poitou et de l'Angoumois. Elle conserva Souvigné jusque vers la Révolution, qui passa ensuite temporairement à la famille de Touzalin. Le domaine n'existe plus aujourd'hui et le château est partagé entre deux propriétaires.

## Administration
| Période                                  | Période  | Identité      | Étiquette | Qualité     |
| ---------------------------------------- | -------- | ------------- | --------- | ----------- |
| depuis 2001                              | 2020     | Michel Ferret | SE        | Agriculteur |
| 2020                                     | En cours | Jerôme Audoin |           |             |
| Les données manquantes sont à compléter. |          |               |           |             |

## Démographie

### Évolution démographique
L'évolution du nombre d'habitants est connue à travers les recensements de la population effectués dans la commune depuis 1793. Pour les communes de moins de 10 000 habitants, une enquête de recensement portant sur toute la population est réalisée tous les cinq ans, les populations de référence des années intermédiaires étant quant à elles estimées par interpolation ou extrapolation. Pour la commune, le premier recensement exhaustif entrant dans le cadre du nouveau dispositif a été réalisé en 2004.

En 2022, la commune comptait 182 habitants, en évolution de −14,95 % par rapport à 2016 (Charente : −0,48 %, France hors Mayotte : +2,11 %).
| 1793 | 1800 | 1806 | 1821 | 1831 | 1841 | 1846 | 1851 | 1856 |
| ---- | ---- | ---- | ---- | ---- | ---- | ---- | ---- | ---- |
| 520  | 541  | 534  | 570  | 675  | 681  | 678  | 625  | 630  |

| 1861 | 1866 | 1872 | 1876 | 1881 | 1886 | 1891 | 1896 | 1901 |
| ---- | ---- | ---- | ---- | ---- | ---- | ---- | ---- | ---- |
| 653  | 615  | 531  | 601  | 600  | 535  | 516  | 447  | 452  |

| 1906 | 1911 | 1921 | 1926 | 1931 | 1936 | 1946 | 1954 | 1962 |
| ---- | ---- | ---- | ---- | ---- | ---- | ---- | ---- | ---- |
| 440  | 442  | 403  | 370  | 342  | 362  | 350  | 346  | 300  |

| 1968 | 1975 | 1982 | 1990 | 1999 | 2004 | 2006 | 2009 | 2014 |
| ---- | ---- | ---- | ---- | ---- | ---- | ---- | ---- | ---- |
| 307  | 268  | 235  | 227  | 233  | 236  | 244  | 238  | 218  |

| 2019 | 2022 | - | - | - | - | - | - | - |
| ---- | ---- | - | - | - | - | - | - | - |
| 196  | 182  | - | - | - | - | - | - | - |

### Pyramide des âges
La population de la commune est relativement âgée.
En 2018, le taux de personnes d'un âge inférieur à 30 ans s'élève à 21 %, soit en dessous de la moyenne départementale (30,2 %). À l'inverse, le taux de personnes d'âge supérieur à 60 ans est de 48 % la même année, alors qu'il est de 32,3 % au niveau départemental.
En 2018, la commune comptait 104 hommes pour 98 femmes, soit un taux de 51,49 % d'hommes, largement supérieur au taux départemental (48,41 %).
Les pyramides des âges de la commune et du département s'établissent comme suit.
| Hommes | Classe d’âge | Femmes |
| ------ | ------------ | ------ |
| 1,0    | 90 ou +      | 2,1    |
| 17,8   | 75-89 ans    | 16,8   |
| 24,8   | 60-74 ans    | 33,7   |
| 20,8   | 45-59 ans    | 22,1   |
| 7,9    | 30-44 ans    | 11,6   |
| 17,8   | 15-29 ans    | 8,4    |
| 9,9    | 0-14 ans     | 5,3    |

| Hommes | Classe d’âge | Femmes |
| ------ | ------------ | ------ |
| 1      | 90 ou +      | 2,7    |
| 9,2    | 75-89 ans    | 12     |
| 20,6   | 60-74 ans    | 21,3   |
| 20,7   | 45-59 ans    | 20,3   |
| 16,8   | 30-44 ans    | 16     |
| 15,6   | 15-29 ans    | 13,4   |
| 16,1   | 0-14 ans     | 14,3   |

### Remarques
Souvigné, qui a compté jusqu'à 681 habitants, a connu une baisse démographique constante de 1850 à 1982, mais a stabilisé sa population aux environs de 230 habitants soit 35 % de ce qu'elle a été.

## Économie

### Agriculture
La viticulture occupe une petite partie de l'activité agricole. La commune est située dans les Bons Bois, dans la zone d'appellation d'origine contrôlée du cognac.

## Culture locale et patrimoine

### Lieux et monuments
Le prieuré devenu église paroissiale Saint-Martial daterait du XIIe siècle et son clocher en porche sur l'entrée a été construit au XIXe siècle.

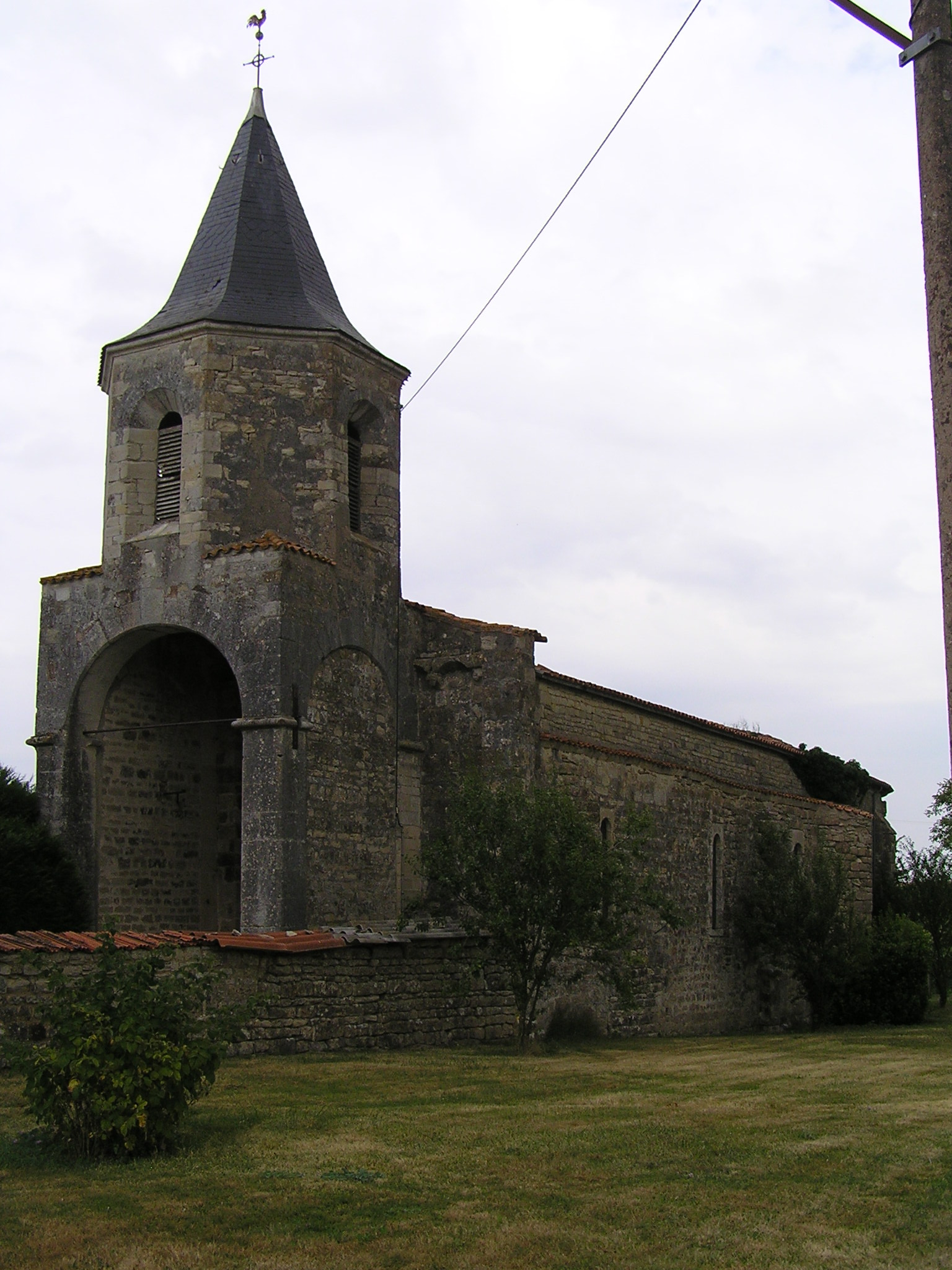
Église.
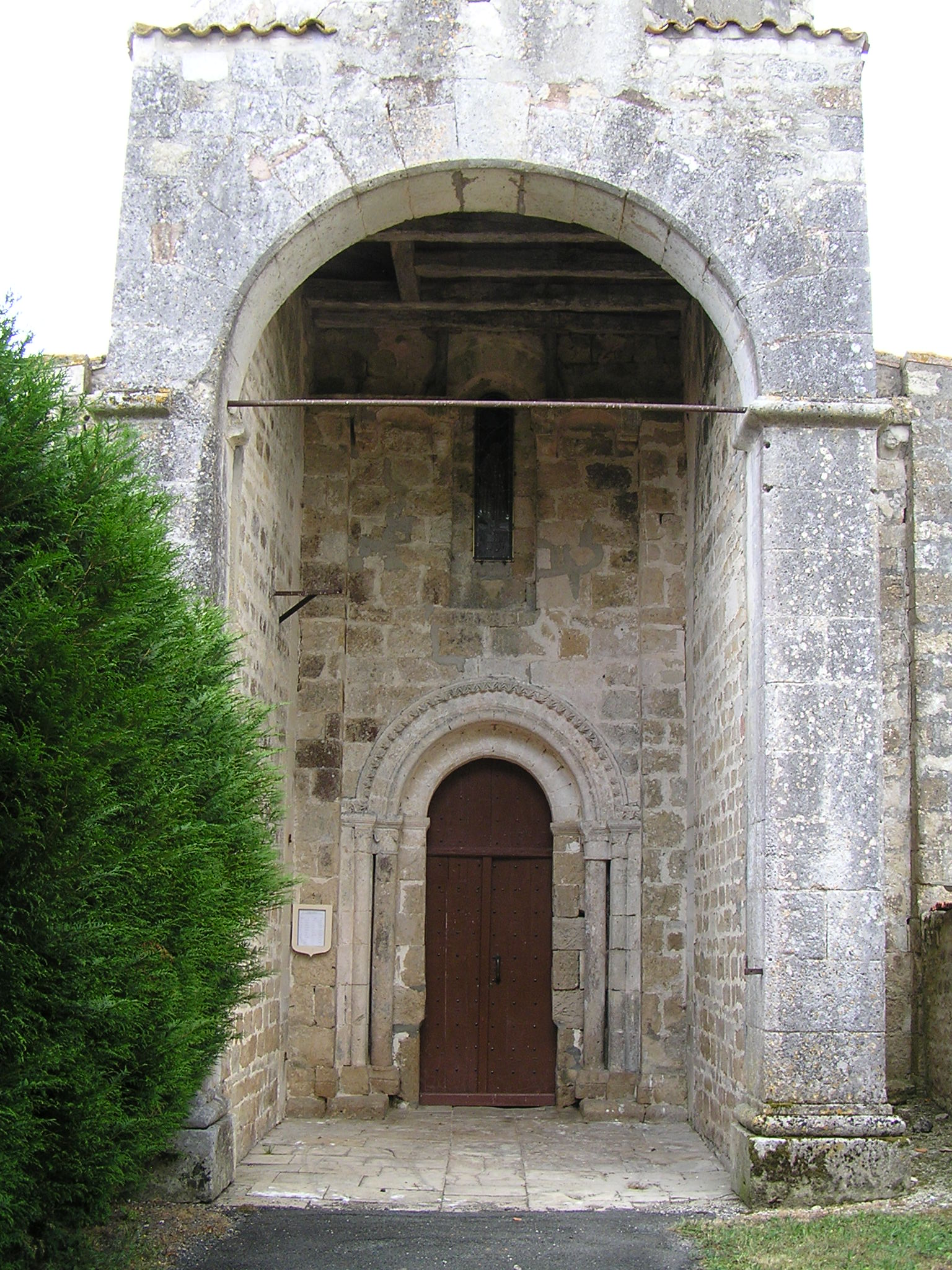
Porche sous le clocher.
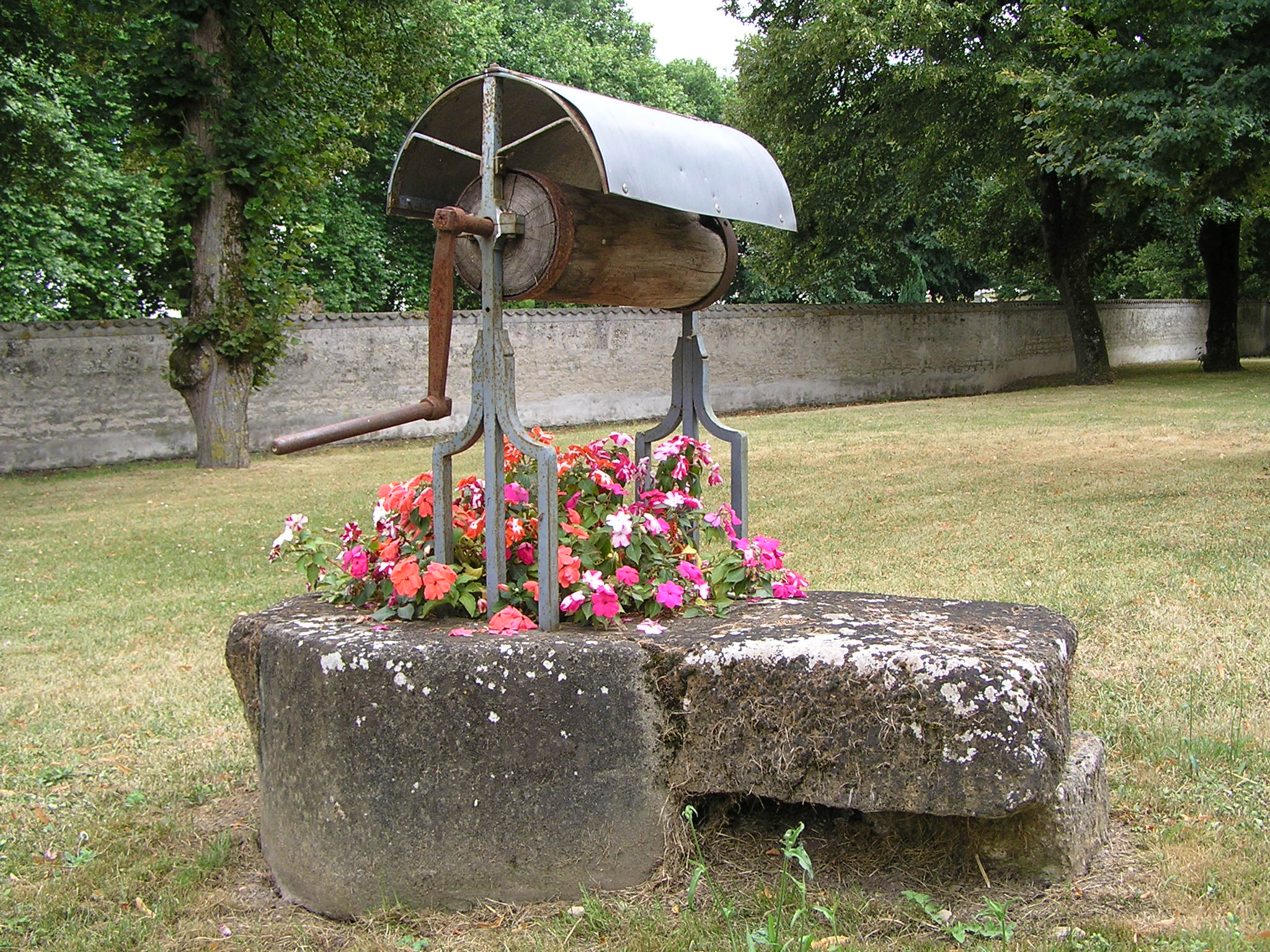
Puits avec abreuvoir.

### Héraldique
| Blason de Souvigné | Blason  | De gueules à la coquille de sable, au chef d'or chargé de trois pampres de vigne fruités de gueules, tigés et feuillés de sinople. |
| Blason de Souvigné | Détails | |